# 락음국악단
락음국악단은 대한민국의 음악 그룹이다. 2007년에 창단되었다.

## 음반
- 락음국악단Ⅱ (2016)